# Li Jun (filmregisseur)
Li Jun (Chinees: 李俊) (Shanxi, 2 maart 1922 - Peking, 7 januari 2013) was een Chinees filmregisseur.
Van 1937 tot 1939 studeerde hij aan de anti-Japanse militaire en politieke Universiteit, die in die tijd gevestigd was in Yan'an.
In 1963 bracht hij de film Nongnu (农奴) uit, een biopic en propagandafilm over de horigheid in Tibet. In 1974 bracht hij samen met co-regisseur Ang de film Sparkling Red Star (閃閃的紅星) uit. Hiermee was hij een van de slechts enkele regisseurs die een film uitbracht tijdens de Culturele Revolutie (1966-1976).
In 1992 werd zijn film Armageddon (Engels: Decisive Engagement: The Liaoxi Shenyang Campaign, Chinees: 大決戰) onderscheiden met een Golden Rooster Award en een Hundred Flowers Awards, beide als Beste film.
- Bibliothèque nationale de France: cb167529215 (data)
- Gemeinsame Normdatei: 1022852094
- International Standard Name Identifier: 0000 0004 1717 5640
- Library of Congress Control Number: no2007116686
- Nederlandse Thesaurus van Auteursnamen: 382731549
- Virtual International Authority File: 305129591
- WorldCat: E39PBJkMFJRCjWVwDybVJhjQv3